# Friuli Latisana Cabernet franc riserva
Il Friuli Latisana Cabernet franc riserva è un vino DOC la cui produzione è consentita nella provincia di Udine.

## Caratteristiche organolettiche
- colore: rosso rubino intenso.
- odore: tipico erbaceo.
- sapore: caratteristico, gradevole, leggermente erbaceo, fine.

## Produzione
Provincia, stagione, volume in ettolitri
- nessun dato disponibile